# Modi (pomme)
Pour les articles homonymes, voir Modi.
Modi est la marque protégée d'un cultivar de pommier domestique.

## Droits
La variété protégée CIVG168 est détenue par le Consortium CIV mais les droits d'exploitation ont été transférés.

## Origine
Croisement obtenu en 1992.

## Parenté
Croisement naturel: Liberty x Gala

## Description
- Peau: rouge foncé, étoilée

## Maladie
- Tavelure: résistant aux races communes